# Frankie Lymon & the Teenagers
Frankie Lymon & the Teenagers waren eine R&B-Gesangsband der 1950er Jahre aus New York, die ihren Namen der Tatsache verdankt, dass alle fünf Mitglieder in der kurzen Zeit des Bestehens der Band zwischen 13 und 16 Jahren alt waren.

## Bandgeschichte
Die Teenagers entstanden 1956, als sich Frankie Lymon einer Doo-Wop-Band namens The Premiers anschloss, die sich aus Negroni, Santiago, Merchant und Garnes zusammensetzte. Noch im selben Jahr kam der weltweite Ruhm in Form des Songs Why Do Fools Fall in Love, der auf Gee Records veröffentlicht worden war und ein Nummer-1-R&B-Hit wurde. In den US-Top-100 kam das Lied auf Platz 7 und verkaufte sich über eine Million Mal. In Großbritannien eroberte es Platz 1 der Popcharts. Die Band nahm an verschiedenen Tourneen, sowohl in den USA als auch in Übersee, teil und spielte auch in verschiedenen Rock-’n’-Roll-Filmen wie Rock, Rock, Rock mit. Weitere Hit-Songs von '56 waren I Want You to Be My Girl, Who Can Explain und The ABC's of Love.
Im August fand die offizielle Trennung statt. Den Teenagers gelang danach kein Hit mehr und Frankie Lymon konnte trotz zahlreicher Veröffentlichungen nur noch einmal, 1960 mit Little Bitty Pretty One, einen kleinen Charthit landen. Lymon starb 1968, Garnes und Negroni 1977 bzw. 1978. Die Teenagers wurden umbesetzt und sind bis heute unterwegs.
1993 wurden Frankie Lymon & the Teenagers in die Rock and Roll Hall of Fame und 2000 in die Vocal Group Hall of Fame aufgenommen. Musiker wie Michael Jackson, Diana Ross, Smokey Robinson und Len Barry lassen deutliche Einflüsse der Teenagers in ihrem Repertoire erkennen.

## Diskografie

### Singles
- 1955: Why Do Fools Fall In Love / Please Be Mine
- 1956: I Want You To Be My Girl / I’m Not A Know It All
- 1956: I Promise To Remember / Who Can Explain?
- 1956: The A.B.C.’s Of Love / Share
- 1956: I’m Not A Juvenile Delinquent / Baby, Baby
- 1957: Teenage Love / Paper Castles
- 1957: Out In The Cold Again / Miracle In The Rain

### EPs
- 1956: Teenage Love / Why Do Fools Fall In Love / I Want You To Be My Girl / Love Is A Clown